# Gino Ríos
Gino Arturo Ríos Peso (Callería ,departamento de Ucayali, 1 de junio de 1994) es un futbolista peruano. Juega de mediocampista y su equipo actual es Rauker FC que participa en la Copa Perú

## Trayectoria
Jugó la Copa Perú 2011 con el UNU llegando hasta la etapa nacional.
Fue campeón del Copa Perú 2014 con el Sport Loreto siendo unos de los más destacados del campeonato.
El Copa Perú 2017 fichó por el Alfonso Ugarte de Puno.
El Copa Perú 2019 jugó la etapa nacional con el Club Colegio Comercio.
En 2020 fue fichado por el Asociación Deportiva Tarma a pedido del entrenador Roberto Tristán, con quién jugó en el 2011 en UNU, sin embargo, no pudo disputar la Copa Perú de aquel año tras la suspensión del torneo debido a la pandemia por COVID-19.
Disputó la Copa Perú 2021 junto a ADT, logrando avanzar dos rondas y llegando hasta la Fase 4, que se disputó en Lima, sin embargo Rios dejó el club tras no ser tomado en cuenta por el comando técnico. Posteriormente ADT logró ganar el torneo y así consiguió el ascenso a primera división.

## Clubes
| Club                              | País | Año         |
| --------------------------------- | ---- | ----------- |
| La Loretana                       | Perú | 2009        |
| Academia Universitario de Ucayali | Perú | 2010        |
| UNU                               | Perú | 2011        |
| Defensor San Alejandro            | Perú | 2012        |
| Sport Loreto                      | Perú | 2013 - 2016 |
| Pucallpa FC                       | Perú | 2016        |
| Alfonso Ugarte                    | Perú | 2017 - 2018 |
| Colegio Comercio N° 64            | Perú | 2019        |
| Manantay FC                       | Perú | 2019        |
| Escuela Municipal de Tournavista  | Perú | 2019        |
| ADT                               | Perú | 2020 - 2021 |
| Colegio Comercio N° 64            | Perú | 2022        |
| Atlético Bruces                   | Perú | 2022        |
| Colegio Comercio N° 64            | Perú | 2023        |
| Escuela Municipal de Tournavista  | Perú | 2023        |
| Deportivo Bancos                  | Perú | 2024        |
| Rauker FC                         | Perú | 2024 -      |

## Palmarés

### Campeonatos nacionales
| Título    | Club         | País | Año  |
| --------- | ------------ | ---- | ---- |
| Copa Perú | Sport Loreto | Perú | 2014 |
| Copa Perú | ADT          | Perú | 2021 |